# 哈倫湖
52°29′41″N 13°16′52″E / 52.49472°N 13.28111°E

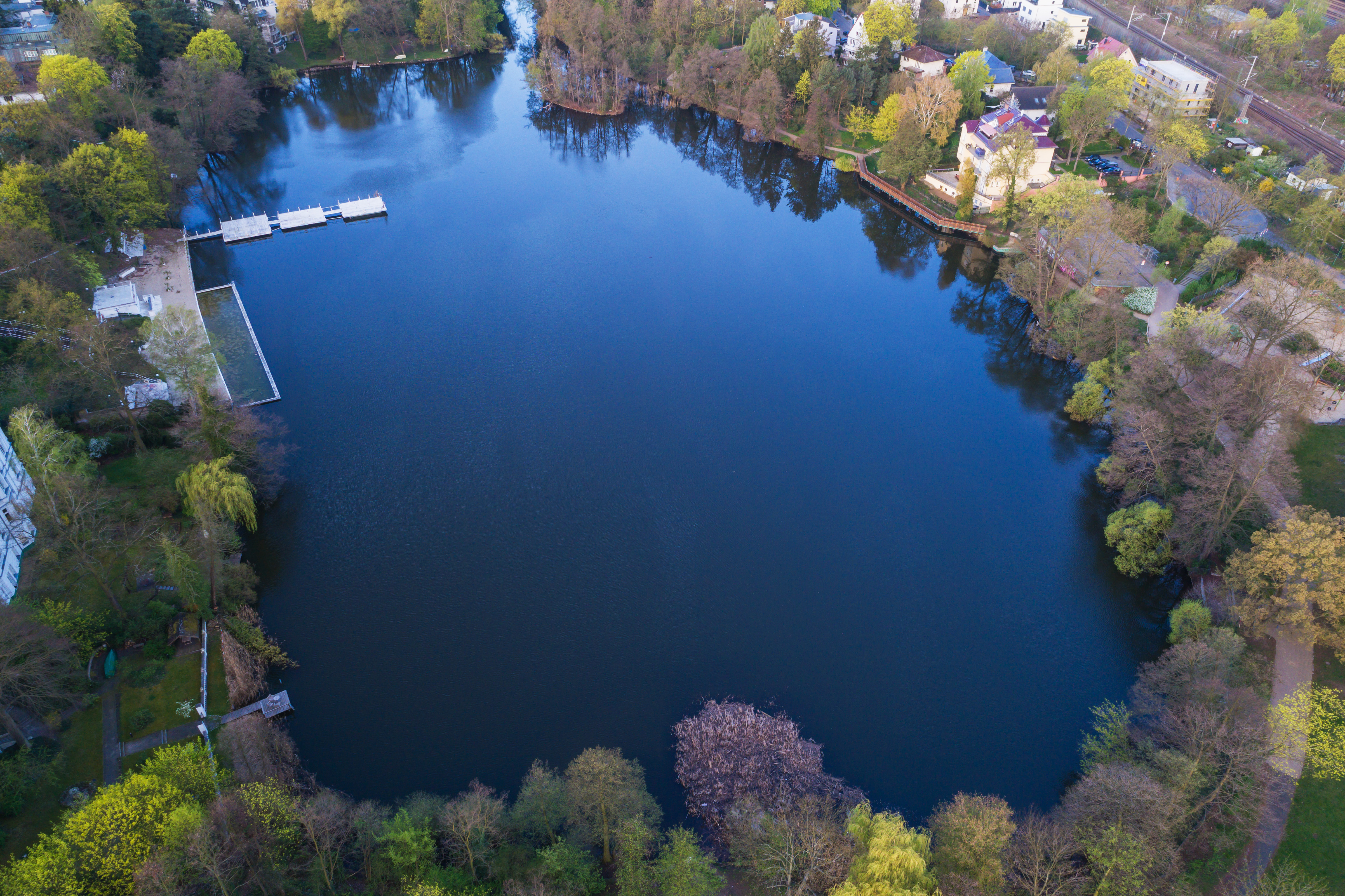

哈倫湖（德語：Halensee），是德國的湖泊，位於該國首都柏林，由夏洛滕堡-維爾默斯多夫行政區負責管轄，長0.6公里、寬0.2公里，面積0.06平方公里，最大水深10米。